# Greyson Nekrutman
Greyson Nekrutman (Long Island, 13 de junho de 2002) é um músico americano, atual baterista da banda brasileira de heavy metal Sepultura e ex-baterista da banda de crossover thrash Suicidal Tendencies.

## Biografia
Nekrutman começou a tocar bateria aos quatro anos, aprendendo diversos gêneros, incluindo música latina, jazz e rock. Ele se tornou conhecido como baterista de jazz e big band, influenciado por nomes como Sonny Payne, Louie Bellson, Buddy Rich, Gene Krupa, Max Roach e Art Blakey, além de outros bateristas com influência no jazz, como Carter Beauford, Mitch Mitchell e Ginger Baker.
Participou do álbum 11.12.21 Live-In-Studio Nashville de William DuVall (Alice in Chains), lançado em junho de 2022.
Ele ganhou mais reconhecimento quando se juntou à banda de crossover thrash Suicidal Tendencies, em abril de 2023, substituindo Brandon Pertzborn. Ele permaneceu com o Suicidal Tendencies até entrar no Sepultura em fevereiro de 2024, substituindo Eloy Casagrande.